# Liste der Eingemeindungen in die Stadt Hamm
Mit den Eingemeindungen vom 1. Januar 1975 als derzeit letzte Eingemeindungen in die Stadt Hamm gehört die Stadt zu den flächengrößeren Städten in Nordrhein-Westfalen.
In der ersten Tabelle stehen alle ehemaligen Gemeinden, die direkt nach Hamm eingemeindet wurden. Die Gemeinden, die am selben Tag eingemeindet wurden, werden in alphabetischer Reihenfolge aufgeführt. In der zweiten Tabelle stehen die ehemals selbständigen Gemeinden in alphabetischer Reihenfolge, die (zunächst) nicht in die Stadt Hamm, sondern in eine andere Gemeinde eingegliedert wurden.

## Eingemeindungen in die Stadt Hamm
Die Eingemeindungen fanden in den Jahren 1939 (Hauptteil von Mark), 1968 (hauptsächlich drei Gemeinden) und 1975 (fünf Gemeinden) statt.
| Ehemalige Gemeinde | Datum      | Fläche in km2 1897 | Fläche in km2 1967 | Anmerkung                                                                     |
| ------------------ | ---------- | ------------------ | ------------------ | ----------------------------------------------------------------------------- |
| Mark               | 01.04.1939 | 5,09               | –                  | Umgliederung von 1,89 km2 nach Braam-Ostwennemar und 0,83 km2 nach Westtünnen |
| Berge              | 01.01.1968 | 8,60               | 8,68               |                                                                               |
| Braam-Ostwennemar  | 01.01.1968 | 7,41               | 9,36               | Eingemeindung des Hauptteils nach Uentrop                                     |
| Herringen          | 01.01.1968 | 10,20              | 10,30              | Eingemeindung des Hauptteils nach Pelkum                                      |
| Rhynern            | 01.01.1968 | 23,48              | 23,47              | Verbleib des Hauptteils in der Gemeinde Rhynern                               |
| Wiescherhöfen      | 01.01.1968 | 9,66               | 9,67               | Umgliederung eines kleineren Teils nach Pelkum                                |
| Westtünnen         | 01.01.1968 | 5,32               | 6,12               | Umgliederung eines kleineren Teils nach Rhynern                               |
| Bockum-Hövel       | 01.01.1975 | –                  | 31,40              |                                                                               |
| Heessen            | 01.01.1975 | 24,43              | 24,60              | Umgliederung von 0,21 km2 nach Ahlen                                          |
| Pelkum             | 01.01.1975 | 8,69               | 8,79               |                                                                               |
| Rhynern            | 01.01.1975 | 23,48              | 23,47              | Umgliederung von 9,96 km2 nach Werl (Hilbeck)                                 |
| Uentrop            | 01.01.1975 | 7,55               | 7,63               |                                                                               |

## Eingemeindungen in selbständige Orte, die später in die Stadt Hamm eingemeindet wurden
Der Zusammenschluss von Bockum und Hövel fand im Jahr 1939 statt. Die Eingemeindungen erfolgten 1968.
| Ehemalige Gemeinde | Datum      | Fläche in km2 1897 | Fläche in km2 1967 | Anmerkung                                       |
| ------------------ | ---------- | ------------------ | ------------------ | ----------------------------------------------- |
| Allen              | 01.01.1968 | 9,16               | 9,05               | Eingemeindung nach Rhynern                      |
| Bockum             | 01.04.1939 | 15,26              | –                  | Zusammenschluss mit Hövel zu Bockum-Hövel       |
| Braam-Ostwennemar  | 01.01.1968 | 7,41               | 9,36               | Eingemeindung nach Uentrop                      |
| Freiske            | 01.01.1968 | 3,43               | 3,38               | Eingemeindung nach Rhynern                      |
| Frielinghausen     | 01.01.1968 | 2,55               | 2,57               | Eingemeindung nach Uentrop                      |
| Haaren             | 01.01.1968 | 3,61               | 3,64               | Eingemeindung nach Uentrop                      |
| Herringen          | 01.01.1968 | 10,20              | 10,30              | Eingemeindung nach Pelkum                       |
| Hövel              | 01.04.1939 | 16,03              | –                  | Zusammenschluss mit Bockum zu Bockum-Hövel      |
| Lerche             | 01.01.1968 | 6,60               | 6,58               | Eingemeindung nach Pelkum                       |
| Norddinker         | 01.01.1968 | 5,59               | 5,62               | Eingemeindung nach Uentrop                      |
| Osterflierich      | 01.01.1968 | 9,67               | 9,68               | Eingemeindung nach Rhynern                      |
| Osttünnen          | 01.01.1968 | 5,44               | 5,55               | Eingemeindung nach Rhynern                      |
| Sandbochum         | 01.01.1968 | 6,02               | 6,00               | Eingemeindung nach Pelkum                       |
| Schmehausen        | 01.01.1968 | 3,95               | 4,15               | Eingemeindung nach Uentrop                      |
| Süddinker          | 01.01.1968 | 5,53               | 5,42               | Eingemeindung nach Rhynern                      |
| Vöckinghausen      | 01.01.1968 | 2,31               | 2,34               | Eingemeindung nach Uentrop                      |
| Wambeln            | 01.01.1968 | 5,22               | 5,21               | Eingemeindung nach Rhynern                      |
| Weetfeld           | 01.01.1968 | 5,09               | 5,04               | Eingemeindung nach Pelkum                       |
| Werries            | 01.01.1968 | 5,32               | 6,12               | Eingemeindung nach Uentrop                      |
| Westtünnen         | 01.01.1968 | 7,41               | 9,36               | Umgliederung eines kleineren Teils nach Rhynern |
| Wiescherhöfen      | 01.01.1968 | 9,66               | 9,67               | Umgliederung eines kleineren Teils nach Pelkum  |